# 斯拉贾娜·米尔科维奇
斯拉贾娜·米尔科维奇（羅馬化：Slađana Mirković，1995年10月7日—），塞尔维亚女子排球运动员。她曾代表塞尔维亚国家队参加2020年夏季奥林匹克运动会排球比赛，获得一枚铜牌。